# State of Origin 2008
Navigation
Édition précédente Édition suivante
Le State of Origin 2008 est la vingt-septième édition du State of Origin et se déroule du 21 mai 2008 au 2 juillet 2008 avec deux matchs à l'ANZ Stadium (Sydney) et un match au Suncorp Stadium (Brisbane). Il s'agit de l'opposition traditionnelle entre les équipes de Nouvelle-Galles du Sud et du Queensland.

## Déroulement de l'épreuve

### Première rencontre
| 21 mai 2008 20 h 00 (heure australienne) | NSW Blues | 18 – 10 (14 – 4) | Qld Maroons                                                                    | ANZ Stadium, Sydney 67 620 spectateurs Arbitre : Tony Archer |
| 21 mai 2008 20 h 00 (heure australienne) | Essai(s) : Anthony Quinn 2, Brett Stewart , Anthony Laffranchi Transformation(s) : Craig Fitzgibbon 1/3, Peter Wallace 0/1 |                  | Essai(s) : Brent Tate, Israel Folau Transformation(s) : Johnathan Thurston 1/2 | ANZ Stadium, Sydney 67 620 spectateurs Arbitre : Tony Archer |
| 21 mai 2008 20 h 00 (heure australienne) | |                  |                                                                                | ANZ Stadium, Sydney 67 620 spectateurs Arbitre : Tony Archer |

### Deuxième rencontre
| 11 juin 2008 20 h 00 (heure australienne) | Qld Maroons | 30 – 0 (16 – 0) | NSW Blues | Suncorp Stadium, Brisbane 52 476 spectateurs Arbitre : Tony Archer |
| 11 juin 2008 20 h 00 (heure australienne) | Essai(s) : Darius Boyd 2, Ben Hannant, Israel Folau Transformation(s) : Johnathan Thurston 4/4 Pénalité(s) : Johnathan Thurston 3/3 |                 |           | Suncorp Stadium, Brisbane 52 476 spectateurs Arbitre : Tony Archer |
| 11 juin 2008 20 h 00 (heure australienne) | |                 |           | Suncorp Stadium, Brisbane 52 476 spectateurs Arbitre : Tony Archer |

### Troisième rencontre
| 2 juillet 2008 20 h 00 (heure australienne) | NSW Blues                                                                                          | 10 – 16 (10 – 8) | Qld Maroons | ANZ Stadium, Sydney 78 751 spectateurs Arbitre : Tony Archer |
| 2 juillet 2008 20 h 00 (heure australienne) | Essai(s) : Matt Cooper Transformation(s) : Craig Fitzgibbon 1/1 Pénalité(s) : Craig Fitzgibbon 2/2 |                  | Essai(s) : Israel Folau 2, Billy Slater Transformation(s) : Johnathan Thurston 1/3 Pénalité(s) : Johnathan Thurston 1/1 | ANZ Stadium, Sydney 78 751 spectateurs Arbitre : Tony Archer |
| 2 juillet 2008 20 h 00 (heure australienne) | |                  | | ANZ Stadium, Sydney 78 751 spectateurs Arbitre : Tony Archer |

## Les équipes

### New South Wales Blues
| Position         | Game 1             | Game 2             | Game 3             |
| ---------------- | ------------------ | ------------------ | ------------------ |
| Arrière          | Brett Stewart      | Brett Stewart      | Kurt Gidley        |
| Ailier           | Jarryd Hayne       | Steve Turner       | Jarryd Hayne       |
| Centre           | Matt Cooper        | Matt Cooper        | Matt Cooper        |
| Centre           | Mark Gasnier       | Mark Gasnier       | Joel Monaghan      |
| Ailier           | Anthony Quinn      | Anthony Quinn      | Anthony Quinn      |
| Demi d'ouverture | Greg Bird          | Greg Bird          | Braith Anasta      |
| Demi de mêlée    | Peter Wallace      | Peter Wallace      | Mitchell Pearce    |
| Pilier           | Craig Fitzgibbon   | Craig Fitzgibbon   | Ben Cross          |
| Talonneur        | Danny Buderus (c)  | Danny Buderus (c)  | Danny Buderus (c)  |
| Pilier           | Brett White        | Brett White        | Brett White        |
| Deuxième ligne   | Ryan Hoffman       | Ryan Hoffman       | Ryan Hoffman       |
| Deuxième ligne   | Willie Mason       | Willie Mason       | Craig Fitzgibbon   |
| Troisième ligne  | Paul Gallen        | Paul Gallen        | Paul Gallen        |
| Remplaçant       | Anthony Laffranchi | Anthony Laffranchi | Anthony Laffranchi |
| Remplaçant       | Anthony Tupou      | Anthony Tupou      | Anthony Tupou      |
| Remplaçant       | Ben Cross          | Steve Simpson      | Willie Mason       |
| Remplaçant       | Ben Hornby         | Kurt Gidley        | Brett Stewart      |
| Entraîneur       | Craig Bellamy      | Craig Bellamy      | Craig Bellamy      |

### Queensland Maroons
| Position         | Game 1             | Game 2             | Game 3             |
| ---------------- | ------------------ | ------------------ | ------------------ |
| Arrière          | Billy Slater       | Karmichael Hunt    | Karmichael Hunt    |
| Ailier           | Brent Tate         | Darius Boyd        | Darius Boyd        |
| Centre           | Greg Inglis        | Greg Inglis        | Greg Inglis        |
| Centre           | Justin Hodges      | Brent Tate         | Brent Tate         |
| Ailier           | Israel Folau       | Israel Folau       | Israel Folau       |
| Demi d'ouverture | Karmichael Hunt    | Johnathan Thurston | Johnathan Thurston |
| Demi de mêlée    | Johnathan Thurston | Scott Prince       | Scott Prince       |
| Pilier           | Carl Webb          | Steve Price        | Steve Price        |
| Talonneur        | Cameron Smith (c)  | Cameron Smith (c)  | Cameron Smith (c)  |
| Pilier           | Petero Civoniceva  | Petero Civoniceva  | Petero Civoniceva  |
| Deuxième ligne   | Michael Crocker    | Michael Crocker    | Nate Myles         |
| Deuxième ligne   | Sam Thaiday        | Ashley Harrison    | Ashley Harrison    |
| Troisième ligne  | Dallas Johnson     | Dallas Johnson     | Dallas Johnson     |
| Remplaçant       | PJ Marsh           | Billy Slater       | Billy Slater       |
| Remplaçant       | Jacob Lillyman     | Sam Thaiday        | Sam Thaiday        |
| Remplaçant       | Ben Hannant        | Ben Hannant        | Ben Hannant        |
| Remplaçant       | Nate Myles         | Nate Myles         | Michael Crocker    |
| Entraîneur       | Mal Meninga        | Mal Meninga        | Mal Meninga        |

## Médias
Les droits télévisuels appartiennent à Channel 9.